# Borlengo
Il borlengo (o burlengo, o zampanella) è un tipico cibo povero di origine emiliana, una specie di crespella molto sottile e croccante, che si serve caldissima, ripiegata in quattro. 
È preparato a partire da un impasto liquido estremamente semplice, detto "colla", a base di acqua, latte, farina e sale, che viene farcito con un ripieno tradizionale, detto cunza, composto da un battuto di lardo, aglio e rosmarino, oltre a una spolverata di Parmigiano Reggiano. Si serve spesso nelle fiere o sagre di paese ed è quindi anche classificabile come cibo da strada.
Molti paesi della zona di produzione rivendicano la paternità di questo alimento, la cui origine va comunque rintracciata nell'area collinare emiliana, tra le province di Modena e Bologna. L'origine del borlengo è decisamente antica: i primi documenti certi risalgono al 1266 e collegano il borlengo a Guiglia. A Zocca hanno sede il Museo del Borlengo e la "Compagnia della cunza", associazione per la cultura e la conservazione della tradizione del borlengo tipico. 
Da non confondere col burleng della Romagna, che è il migliaccio.

## Etimologia
L'etimologia fa risalire il termine a "burla", e a questo proposito vi sono almeno tre teorie:
- Per alcuni il borlengo sarebbe il risultato di uno scherzo a una massaia che, con acqua e farina, stava preparando il tradizionale impasto per le crescentine da cuocere nelle tigelle (piccole pietre refrattarie nelle quali venivano chiusi i dischi di pasta, poi accostati al fuoco del camino). La donna, trovandosi l'impasto troppo allungato dall'acqua, non pensò di buttarlo via, ma provò a ricavarne ugualmente qualcosa di commestibile, e ci riuscì.
- Altri pensano che l'alimento venisse mangiato a carnevale, quindi fosse un "cibo per burla".
- Altri ancora ritengono che la burla risieda nel fatto che il borlengo è un alimento molto voluminoso, ma in realtà molto leggero perché la pasta è sottilissima.

## Tradizione popolare
Come per buona parte delle ricette tradizionali, attorno al borlengo si sono sviluppati miti e tradizioni, che ne attribuiscono la paternità a questo o quel paese. È probabile che già nel Medioevo fosse diffuso nella prima collina tra Bologna e Modena, e c'è anche chi sostiene che le radici del borlengo affondano nella preistoria.

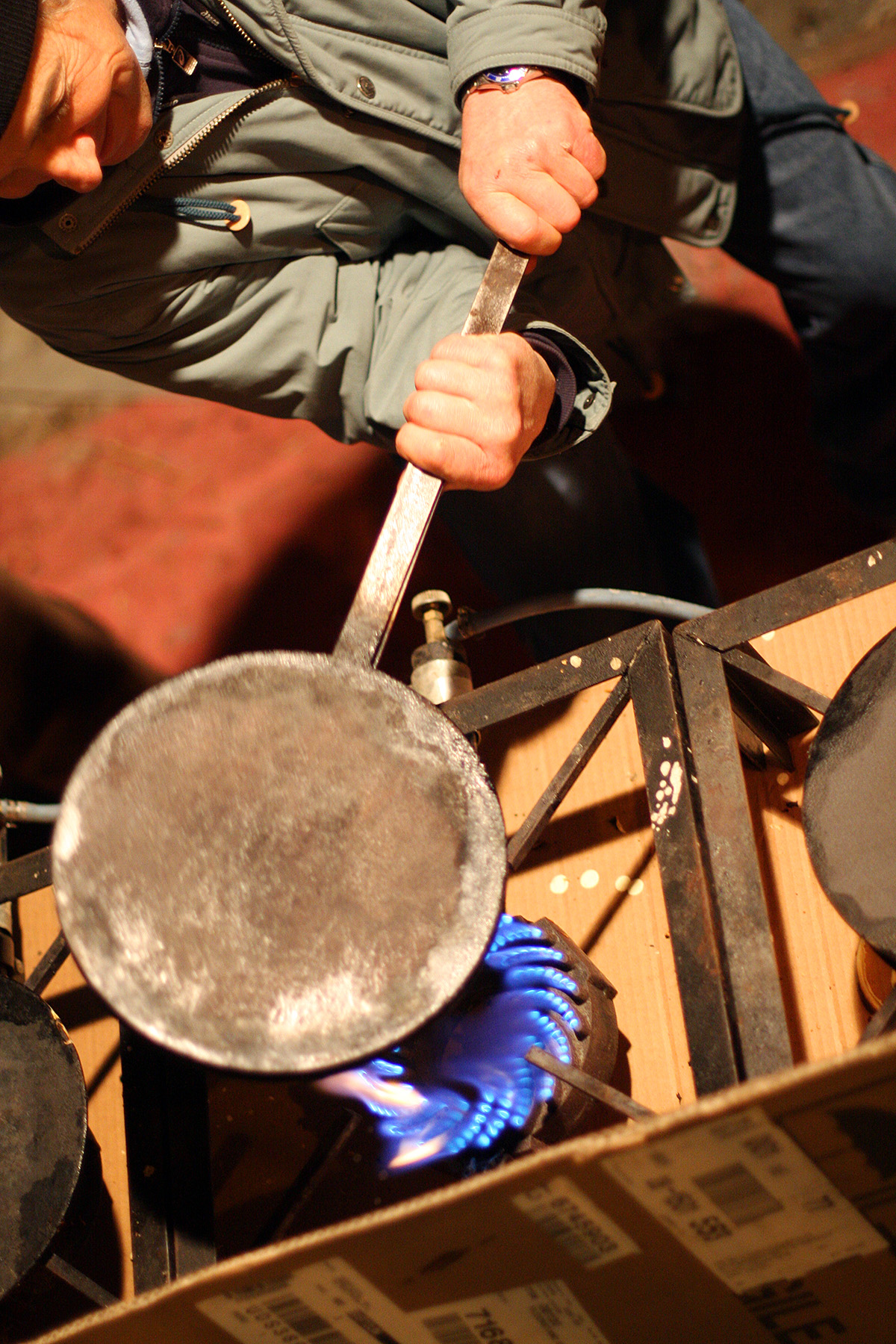
Preparazione del borlengo a Fanano

La datazione più antica risale al 1266, a Guiglia, durante l'assedio del castello di Montevallaro da parte delle truppe guelfe modenesi della famiglia degli Algani, guidate da Nisetta degli Osti, Ruffo dei Rossi, Pepetto dei Trenta e Crespan Doccia. I difensori del maniero, Ugolino da Guiglia e la famiglia dei Grasolfi, sarebbero riusciti a resistere per lungo tempo grazie a delle grandi ostie di farina e acqua impastate, cotte e insaporite da erbe, prima di arrendersi il 4 luglio. Con il protrarsi dell'assedio la farina scarseggiava sempre di più e le ostie divenivano sempre più piccole e sottili, quasi trasparenti: vennero quindi "degradate" dal rango di cibo a quello di "burla", o "burlengo", da cui il termine odierno. Tale preparazione si diffuse a tutto il resto dell'Appennino grazie ai pochi superstiti dell'assedio.
Il Borlengo di Guiglia fa parte dei prodotti tipici tutelati dal marchio collettivo della Camera di Commercio Tradizione e Sapori di Modena che ne definisce caratteristiche, disciplinare e zona tipica di produzione.
Scendendo lungo il Panaro, a Vignola, la leggenda vuole che burlengo sia stato preparato in circostanze simili, ossia durante l'assedio del castello governato da Iacopino Rangoni, avvenuto nel 1386 da parte dell'esercito del conte Giovanni da Barbiano, alleato di Isacco e Gentile Grassoni.
Un'origine più incerta invece è quella che si tramanda a Zocca, dove i borlenghi scaturirono da una frode vera e propria. Si narra infatti di un bottegaio che nei giorni di mercato vendeva pane e focacce, allungando l'impasto con acqua a seconda del numero di avventori.
Infine a Montombraro ritorna il collegamento con la "burla": un signorotto locale, infatti, avrebbe servito tale sottile sfoglia a conoscenti e amici, riuniti a convivio con la promessa di un pasto abbondante. Purtroppo per lui, gli ospiti gradirono talmente quel cibo così insolito da venirne conquistati e insistere per essere invitati a tavola tante altre volte.

## Zona tipica

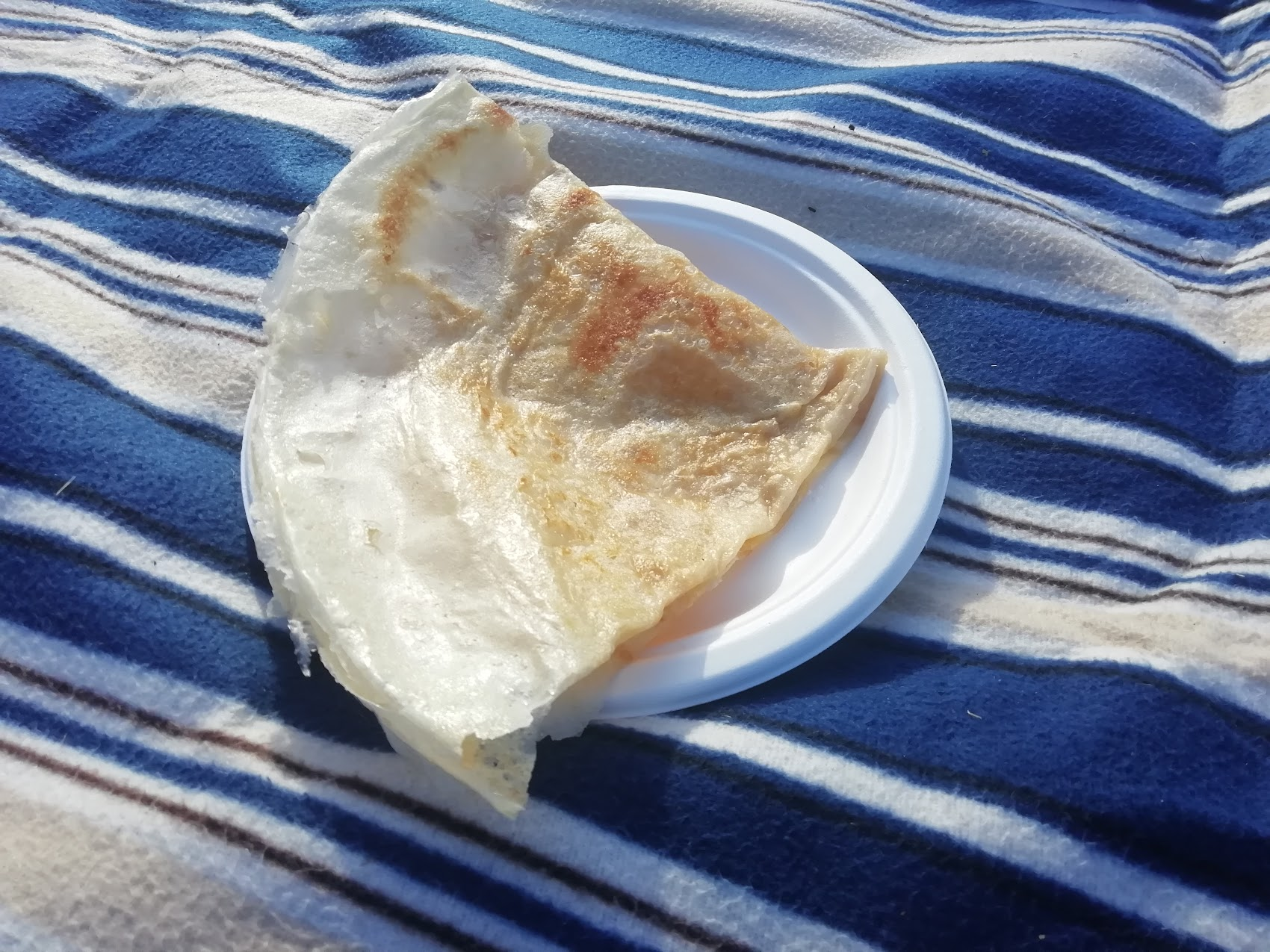
Borlengo di Guiglia

La zona tipica di preparazione è una ristretta fascia di paesi dell'Appennino emiliano, che comprende i comuni a cavallo tra la provincia di Modena e quella di Bologna. La parte principale è quella che va da Guiglia, Marano sul Panaro, Savignano sul Panaro, Vignola e Zocca (che ospita il museo del borlengo) fino a Castel d'Aiano e Montese, con in seconda battuta il territorio del Frignano, tra cui Pavullo nel Frignano e Sestola, dove vengono chiamati berlenghi e burlenghi, e Fanano, nonché la porzione della città metropolitana di Bologna più vicina a Modena (Gaggio Montano, Porretta Terme, Vergato, Savigno, Castello di Serravalle e Castel D'Aiano).
Nel comune modenese di Polinago i borlenghi vengono chiamati ciaci o solatelle; sono leggermente più spessi dei borlenghi classici e si possono consumare, anche accompagnati a salumi, con le crescentine nei chioschi allestiti per la festa patronale di Ferragosto. Vengono chiamati sfuiadee o sfogliatelle a San Dalmazio, frazione del comune di Serramazzoni.
A Bologna e città metropolitana e nel comune modenese di Montese sono conosciuti con il nome di zampanelle.

## Tipologie
Come per tutti i prodotti tipici locali, è praticamente impossibile definire una ricetta e un modo di preparazione univoco. Ogni famiglia ha la propria variante peculiare che riterrà quella originale, e diversi paesi si contendono la paternità del borlengo. Inoltre è possibile fare confusione, dato che un unico nome può identificare prodotti diversi (si consideri il caso eclatante delle crescentine) e viceversa, quando nomi diversi si riferiscono allo stesso prodotto. 
Emblematica è la situazione del ciacio, che nel Frignano può indicare sia una variante del borlengo fatto con la farina di castagne e condito con la ricotta, sia il borlengo stesso. Sempre più raramente il borlengo è definito come ciacio, la variante con le castagne è più specifica e sempre più indicativa per i locali delle zone di Pavullo. È però possibile tentare una distinzione tra due versioni di borlengo in base al tipo di padella in cui vengono cotti, corrispondenti a distinte zone geografiche.

### Borlengo nelle cotte

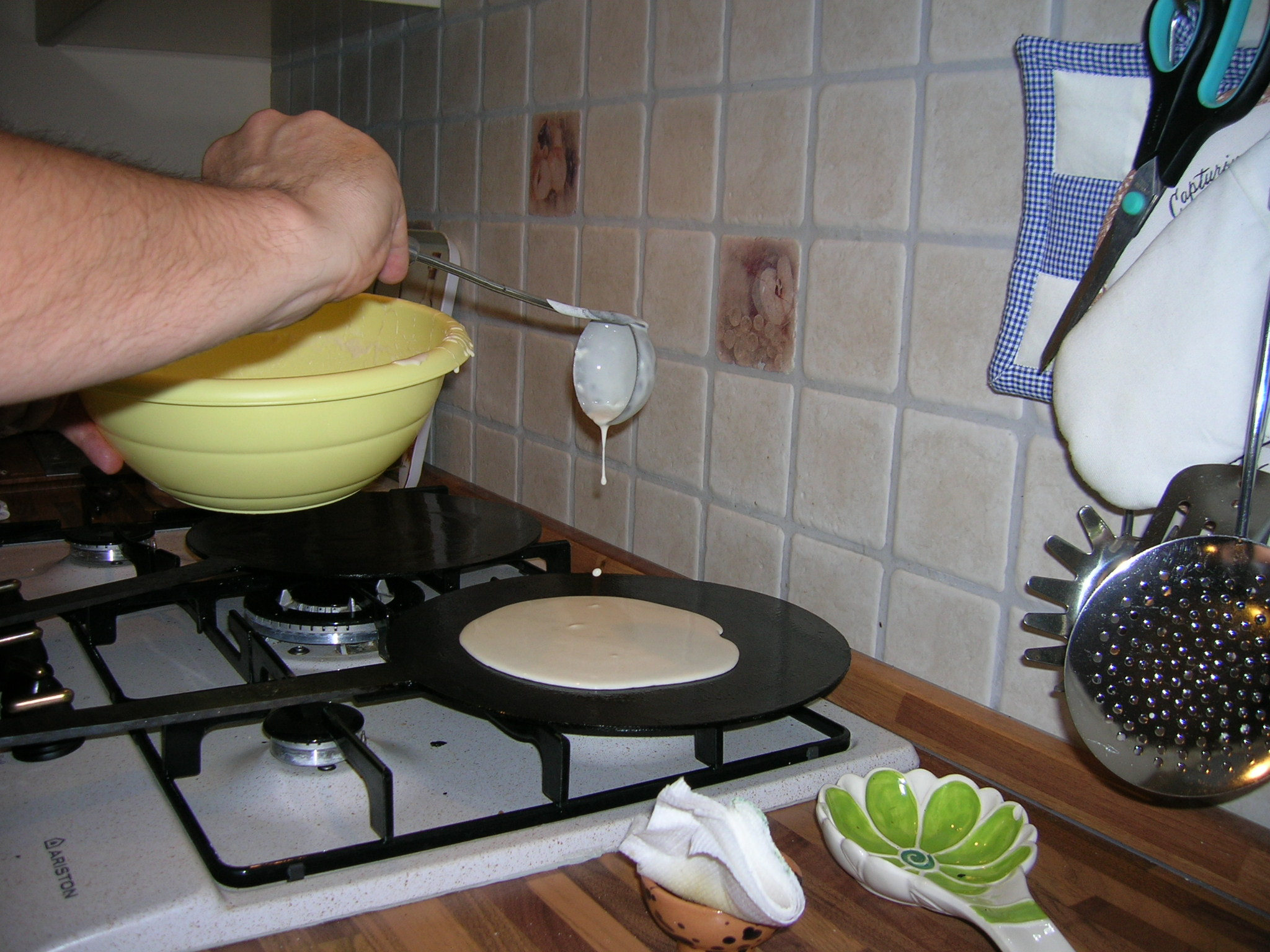
La colla viene fatta colare sulle cotte per la preparazione del borlengo.

Questo tipo di borlengo (chiamato anche ciacio oppure ciaccio) viene cucinato nel Frignano, nelle valli del Dolo, del Dragone e del Panaro nel versante occidentale. Le padelle usate per cuocere il borlengo sono chiamate "cotte" o "cottole": due piastre in ferro di circa 28–30 cm senza bordo e con un lungo manico. Le cotte sono scaldate su un normale fornello e sono unte tradizionalmente con cotenna di prosciutto o con mezza patata unta con olio di semi. Raggiunta la temperatura, la "colla" viene versata su una delle due cotte che vengono poi sistemate una sopra l'altra. Il borlengo resta schiacciato nel mezzo per il tempo della cottura e le cotte vengono capovolte più volte per ottenere una cottura uniforme. 
La scuola di Pavullo e specialmente quella di Miceno utilizza una metodica particolare, rigirando il borlengo stesso al posto delle cottole e invertendole a ogni cottura, in modo tale che la "colla" venga caricata sempre sulla cottola più fredda che andrà poi a posarsi direttamente sul fornello; in questo modo la cottura risulta più rapida e uniforme. La consistenza e lo spessore di questo tipo di borlengo dipendono dalla quantità di acqua e dalla mano del borlengaio che può utilizzare una "colla" più o meno liquida per ottenere lo stesso effetto. 
Il condimento tradizionale è un pesto di aglio, rosmarino e lardo (noto come cunza di Modena, lo stesso usato per le crescenti) a cui viene aggiunto Parmigiano Reggiano grattugiato. Il condimento viene aggiunto sul borlengo una volta che questo è cotto e al di fuori delle cotte. Esistono altresì condimenti alternativi con formaggio (si aggiunge a fine cottura e il borlengo viene reinserito nelle cotte per qualche secondo) o crema gianduia.
Si è diffusa anche l'abitudine di utilizzare come farcitura marmellate e creme di cioccolato, con aggiunta di liquore all'anice (sambuca) oppure con zucchero e limone, cosa però vista male dai cultori della tradizione dell'Appennino.
La "colla" è un impasto liquido di farina, acqua e sale, ma esistono varianti che contengono farina integrale, latte, vino bianco o uova.

### Zampanelle nelle ruole

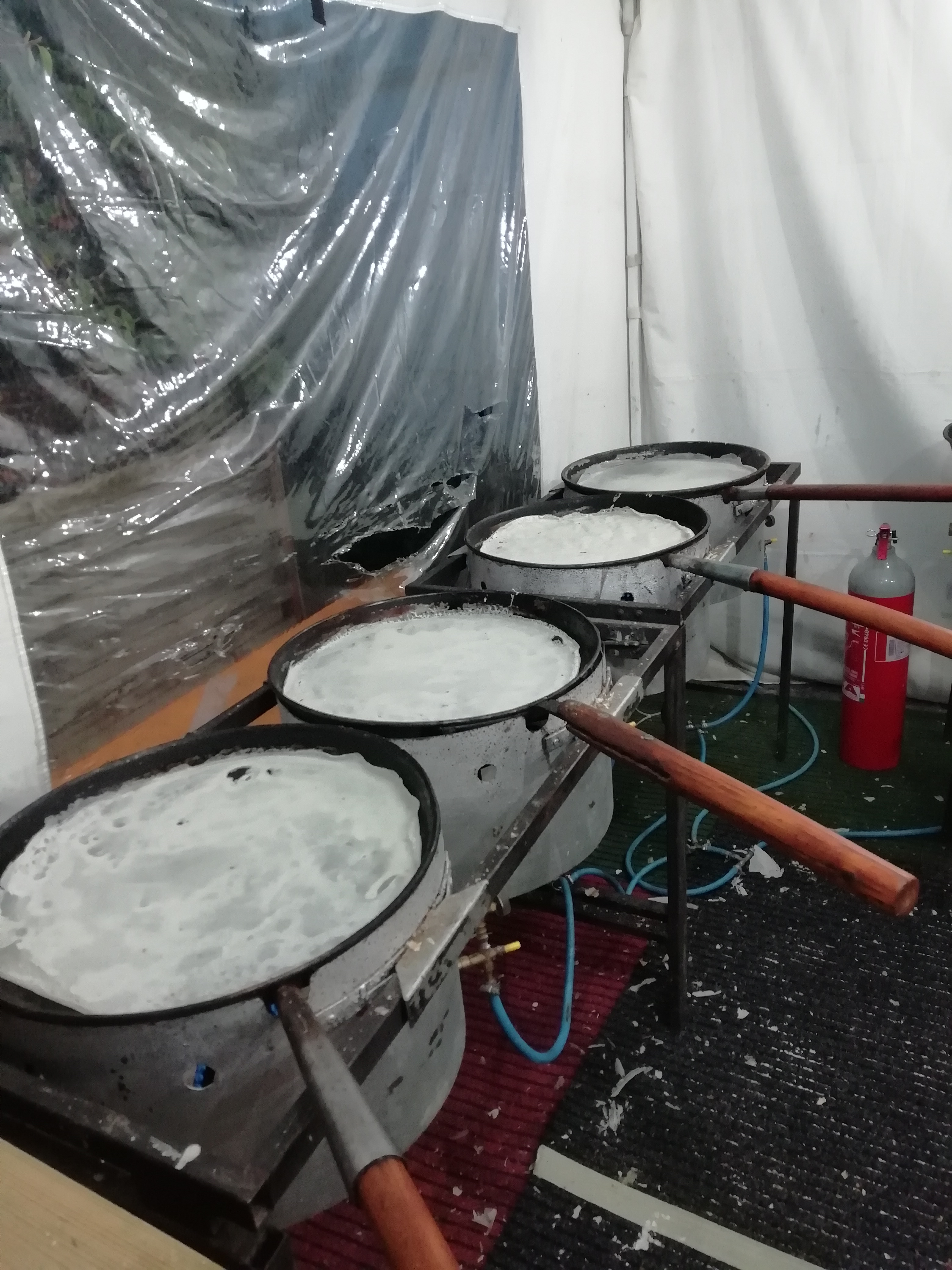
Preparazione dei borlenghi a Sasso Marconi nel 2022

Questo tipo di borlengo viene cucinato nella valle del Panaro nel versante montuoso e orientale, specie a Montese. Il borlengo di Guiglia, Marano sul Panaro, Vignola, Modena e Zocca è praticamente identico alla zampanella e varia solamente per quello che riguarda alcuni ingredienti della "colla".
La padella usata in questo caso si chiama ruola o sole; è una padella di rame stagnato di circa 40–45 cm di diametro con un lungo manico. Le ruole devono essere "preparate" per poter essere utilizzate, secondo una procedura che ogni cuoco difende accuratamente. La cottura è effettuata su fornelli speciali (detti fuochi o foconi) che poggiano su un treppiede e che scaldano uniformemente la padella. Ci vogliono quattro minuti per parte, e quando la zampanella è pronta, viene capovolta e condita direttamente nella padella con il pesto di pancetta, aglio (se piace) e rosmarino, poi arricchito con Parmigiano Reggiano grattugiato. L'abilità del cuoco consiste nel ruotare la padella in modo da ottenere una zampanella distribuita uniformemente, molto sottile (quasi trasparente), croccante (non collosa né elastica). Va mangiata calda e appena fatta, altrimenti perde la croccantezza e diventa collosa. L'impasto liquido rispetta la ricetta tradizionale di farina, acqua e sale, ma anche per questo esistono varianti contenenti uova.
La differenza fra zampanelle e borlenghi del Frignano sta nelle dimensioni, nell'impasto e nel condimento. Le dimensioni della zampanella superano di molto quelle del borlengo del Frignano e lo spessore è molto inferiore. Per questo l'abilità del cuoco è determinante, in quanto deve essere capace di spargere velocemente il liquido dell'impasto per renderlo sottilissimo e quasi trasparente. 
Il condimento è molto diverso, in quanto al posto del lardo viene usata la pancetta fresca e la salsiccia al posto. Un tempo le zampanelle erano mangiate solo in inverno, proprio a ragione del fatto che grondavano del grasso del lardo.
Attualmente il lardo di solito si sostituisce con pancetta fresca, a volte miscelata con la salsiccia, e si possono mangiare tutto l'anno.
Una delle differenze fra zampanelle e borlenghi del Frignano sta anche nel modo di condirle. I borlenghi del Frignano assomigliano più ai ciaci di farina di grano che vengono fatti nella zona di Montese: più spessi e più piccoli di diametro. In alcuni ristoranti della zona si possono assaggiare zampanelle con condimento nelle varianti vegetariane con pesto di asparagi e ricotta, olio di oliva aromatizzato all'aglio e rosmarino con grana grattugiato, caciotta filante, pesto ai quattro formaggi, ma anche con salumi e formaggi a fette. Non mancano varianti dolci: alla marmellata, al mascarpone con frutti di bosco e con la famosa crema alle nocciole.